# Војислав Вујисић
Војислав Вујисић (Ђаковица, 1924 – 1994) је црногорски вајар.

## Биографија
Рођен је 1924. године у Ђаковици. Дипломирао је на Академији за примењене уметности у Београду 1952. године. Био је на студијским путовањима у Италији и Француској. Први пут је излагао у Београду 1952. године.
Учествовао је у многим колективним изложбама Удружења ликовних уметника Србије, Савеза ликовних уметника Југославије, Октобарског салона у Београду, на изложби „НОБ у делима ликовних уметника Југославије“ у Београду 1961, Салона примењених уметности у Београду и остало.
Учествовао је у раду уметничких колонија у Дечанима, Приштини, Ечки и остало. Био је доцент на Академији за примењене уметности у Београду.

## Стваралаштво
Нека од његових дела у јавном простору су:
- Споменик палим борцима НОБ и жртвама фашизма, Андријевица 1967.